# Tezcatlipoca
För asteroiden, se 1980 Tezcatlipoca.

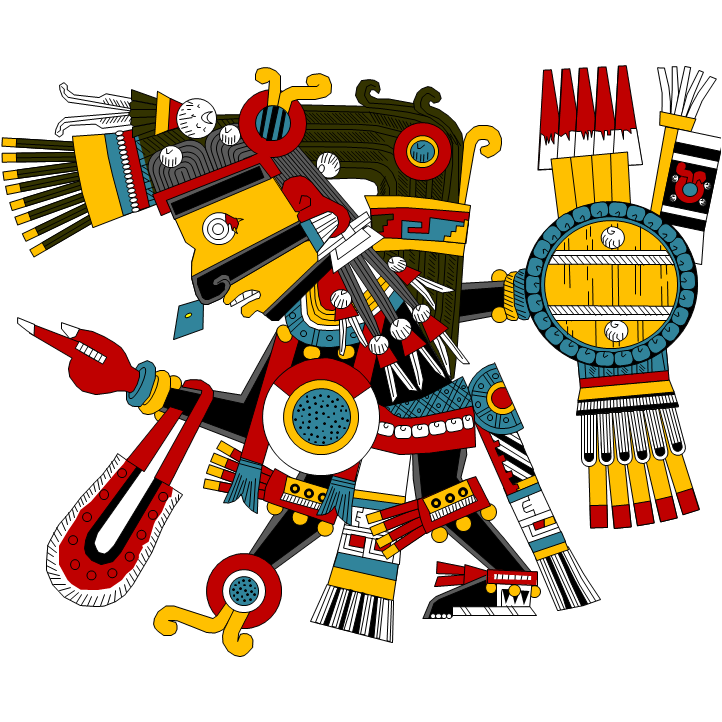

Tezcatlipoca var en trollkarl i mytologin hos toltekindianerna i Mexiko. 
Tezcatlipoca var hos toltekerna en sorts ond stridsgud som bekämpades av Quetzalcoatl. Han troddes ha fötts fullvuxen iklädd full stridsmundering. Det var han som orsakade att Quetzalcoatl lämnade Tula. 
Tezcatlipoca förekommer även hos aztekfolket och framträder där som en skräckinjagande gestalt som krävde många människooffer.